# Прохлорперазин
Прохлорперазин (англ. Prochlorperazine, лат. Prochlorperazinum) — синтетичний лікарський засіб, що є піперазиновим похідним фенотіазину. Прохлорперазин розроблений як антипсихотичний препарат, проте натепер застосовується переважно як протиблювотний препарат та засіб для лікування запаморочення. Прохлорперазин застосовується як перорально, так і парентерально та ректально. Прохлорперазин розроблений на початку 50-х років ХХ століття, та застосовується у клінічній практиці з 1956 року.

## Фармакологічні властивості
Прохлорперазин — синтетичний препарат, що є піперазиновим похідним фенотіазину. Механізм дії препарату полягає у блокуванні дофамінових рецепторів, альфа-адренорецепторів, гістамінових Н1-рецепторів та серотонінових рецепторів. Прохлорперазин також незначно інгібує м-холінорецептори. Ці ефекти призводять до гальмівного впливу на центральну нервову систему, протиблювотного ефекту, зменшення свербежу, зниження виділення пролактину, вазодилятації, зниження артеріального тиску та виділення шлункового соку. Наслідком цього є зниження симптомів психозу, зменшення запаморочення, нудоти і блювання. Прохлорперазин має седативний ефект, проте нижчий, ніж у більшості похідних фенотіазину, і до неї швидко розвивається толерантність. При застосуванні прохлорперазину спостерігається більша кількість екстрапірамідних побічних ефектів, ніж при застосуванні більшості інших похідних фенотіазину. Препарат має також місцевоанестезуючий ефект, мембраностабілізуючий ефект, та розслаблюючий вплив на гладенькі м'язи. Прохлорперазин зменшує психіатричну симптоматику, зокрема маячення та галюцинації, одночасно спричинюючи частковий активуючий ефект на нервову систему. Дія препарату на вегетативну нервову систему менш виражена у порівнянні з іншими похідними фенотіазину. Прохлорперазин початково застосовувався як нейролептик для лікування шизофренії, тривожних розладів та мігрені, проте натепер частіше використовується як засіб від блювання і запаморочення, у тому числі при отиті, хворобі Меньєра, лабіринтиті.

### Фармакокінетика
Прохлорперазин швидко й добре всмоктується як після внутрішньом'язового введення, так і після перорального застосування, біодоступність препарату становить лише 12,5 % у зв'язку із ефектом першого проходження через печінку. Дія препарату розпочинається за 10—20 хвилин після внутрішньом'язового введення та за 30—40 хвилин після перорального застосування, максимальна концентрація препарату в крові досягається до 5 годин після застосування прохлорперазину. Препарат проходить через гематоенцефалічний бар'єр, через плацентарний бар'єр та виділяється в грудне молоко. Метаболізується прохлорперазин у печінці. Виводиться препарат із організму як із сечею, так і з жовчю. Період напіввиведення препарату становить 8–9 годин.

## Покази до застосування
Прохлорперазин застосовують для лікування запаморочення, що виникає з різних причин, нудоти, блювання, короткочасного лікування тривожних станів, шизофренії та інволюційних психозів.

## Побічна дія
При застосуванні прохлорперазину спостерігаються наступні побічні ефекти:
- Алергічні реакції — шкірний висип, кропив'янка, фотодерматоз, набряк Квінке, затруднене дихання, закладеність носа, збільшення пігментації шкіри.
- З боку травної системи — нудота, блювання, жовтяниця, сухість у роті, холестатичний синдром, зміни апетиту.
- З боку нервової системи — збудження, дезорієнтація, галюцинації, судоми, дискінезія, дистонія, паркінсонізм, тремор, акатизія, безсоння, порушення зору, злоякісний нейролептичний синдром.
- З боку серцево-судинної системи — аритмії, подовження інтервалу QT, зниження сегмента ST, зміни зубців U або T на ЕКГ, тахікардія, артеріальна гіпотензія, венозний тромбоз або тромбоемболія (включно з тромбоемболією легеневої артерії).
- З боку ендокринної системи — гінекомастія, галакторея, непереносимість глюкози, гіперглікемія, аменорея, синдром порушення секреції антидіуретичного гормону, гіпонатріємія, збільшення маси тіла, імпотенція, зниження лібідо.
- Зміни в лабораторних аналізах — лейкопенія, агранулоцитоз, тромбоцитопенія, еозинофілія, панцитопенія, анемія.

## Протипокази
Прохлорперазин протипоказаний при підвищеній чутливості до препарату, при важкому пригніченні нервової системи, важких серцево-судинних захворюваннях, вираженій артеріальній гіпотензії, травмах мозку, прогресуючих системних захворюваннях мозку, вагітності та годуванні грудьми.

## Форми випуску
Прохлорперазин випускається у вигляді ампул по 1 мл 5 % розчину; таблеток по 0,005 і 0,01 г; желатинових капсул по 0,015 мг та ректальних супозиторіїв.